# Randolph Spencer Churchill
Randolph Henry Spencer Churchill (ur. 13 lutego 1849 na Wilton Terrace nr 3 w Londynie, zm. 24 stycznia 1895 w Londynie) – brytyjski arystokrata i polityk, młodszy syn Johna Spencera-Churchilla, 7. księcia Marlborough, i lady Frances Vane, córki 3. markiza Londonderry, brat 8. księcia Marlborough, ojciec Winstona Churchilla.

## Wczesne lata życia
Urodzony w londyńskiej dzielnicy Belgravia, tam spędził wczesne dzieciństwo. Później rozpoczął naukę w Tabor's Preparatory School w Cheam. W styczniu 1863 r. rozpoczął naukę w Eton College, którą kontynuował do lipca 1865 r. Nie wyróżniał się tam ani w pracy akademickiej, ani w zawodach sportowych. Współcześni opisywali go jako pełnego życia i krnąbrnego młodzieńca. W październiku 1867 r. rozpoczął naukę w oksfordzkim Merton College. Dał się tam poznać jako dobry sportowiec i zapalony czytelnik. Na zakończenie nauki w 1870 r. uzyskał stopień naukowy drugiej klasy z prawa i historii współczesnej.

## Rodzina
15 kwietnia 1874 r. w ambasadzie brytyjskiej w Paryżu lord Randolph poślubił słynną z urody Jeanette Jerome, zwaną „Jennie” (9 stycznia 1854 – 9 czerwca 1921), córkę finansisty Leonarda Jerome’a i Clary Hall, córki Ambrose’a Halla. Randolph i Jennie mieli razem dwóch synów:
- Winston Leonard Spencer Churchill (30 listopada 1874 – 24 stycznia 1965), dwukrotny premier Wielkiej Brytanii
- John Strange Spencer-Churchill (4 lutego 1880 – 23 lutego 1947)

Koneksje żony bardzo pomogły Churchillowi w karierze politycznej. Pojawiły się jednak plotki, że młodszy syn nie jest dzieckiem lorda Churchilla. Jako potencjalnego kandydata na ojca wymieniano lorda Rodena. Jennie nie była zresztą wierna mężowi. Wśród jej kochanków znajdowali się m.in. hrabia Kinsky, książę Walii i król Serbii Milan I Obrenowić. Lord Randolph pokłócił się kiedyś z księciem Walii o romans ze swoją żoną, ale później pogodził się z tym i nawet zaprzyjaźnił się z następcą tronu.

## Początki kariery politycznej
W 1874 r. spróbował swych sił w polityce. Z ramienia konserwatystów wystartował w wyborach do Izby Gmin w okręgu Woodstock i wygrał je, pokonując kolegę z Merton College, George’a Brodricka. Pierwsza mowa Churchilla wygłoszona w parlamencie nie zrobiła wielkiego wrażenia na pozostałych deputowanych. Lord Churchill nie odgrywał wielkiej roli w polityce aż do 1878 r., kiedy to zaatakował tzw. „starą bandę” (old gang) – Northcote'a, Crossa i innych czołowych polityków Partii Konserwatywnej. Postawa lorda Churchilla oraz moc rzucanych przez niego oskarżeń uczyniły go ważną figurą wśród konserwatystów pod koniec tej kadencji Parlamentu.

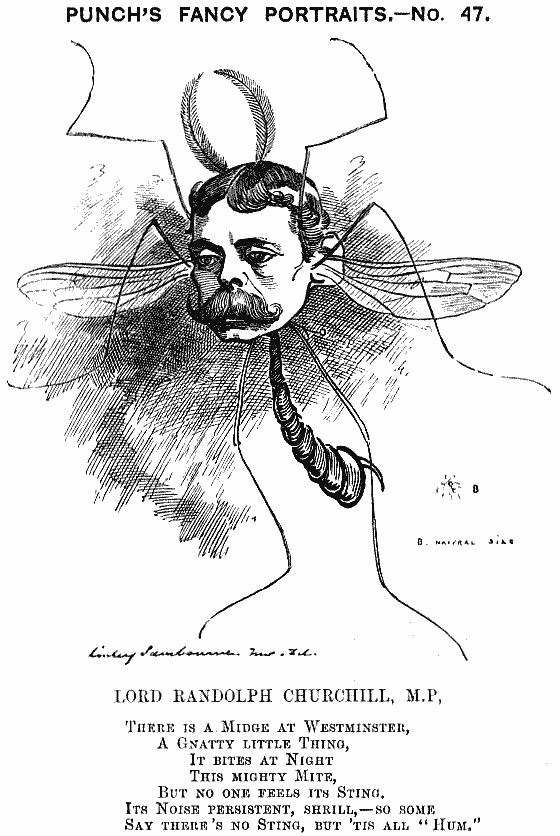
Karykatura lorda Churchilla zamieszczona w magazynie Punch w 1881 r.

Po nowych wyborach 1880 r. Churchill odgrywał coraz większą rolę w partii, która przeszła do opozycji. Wspólnie z Henrym Drummondem-Wolffem, Johnem Eldonem Gorstem i Arthurem Balfourem, dał się poznać jako najbardziej zuchwały przeciwnik rządzących liberałów, nie szczędzący też słów krytyki polityce Partii Konserwatywnej. „Partia czworga”, jak ją powszechnie nazywano, początkowo nie wyrządzała większych szkód gabinetowi Gladstone’a, ale przyczyniła się do przebudzenia się konserwatystów z apatii.
Churchill prowadził również kampanię przeciwko deputowanemu z Northampton, Charlesowi Bradlaughowi, znanemu ateiście i agnostykowi. Churchill protestował przeciwko jego obecności w Izbie Gmin i zmusił do przyjęcia takiego stanowiska lidera konserwatystów w niższej izbie parlamentu, Northcote'a. Działalność przeciwko Bradlaughowi przydała Churchillowi opinię świetnego i przebiegłego mówcy i polityka. Przez całą kadencję Parlamentu kontynuował on ataki na rząd Gladstone’a oraz na polityków Partii Konserwatywnej, zwłaszcza na Crossa i Williama Henry’ego Smitha.
Kiedy w 1882 r. wybuchło powstanie w Egipcie, lord Churchill stał się najbardziej zajadłym krytykiem poczynań rządu, krytykując prawie każdy jego krok. Twierdził, że stłumienie rebelii Arabiego Paszy było błędem, a przywrócenie chedywu po prostu zbrodnią. Gladstone’a nazywał „potworem z Midlothian” (Moloch of Midlothian), za którego sprawą w Afryce popłynęły rzeki krwi.

## Torysowska demokracja
Do 1885 r. Churchill sformułował nową doktrynę polityczną konserwatystów, zwaną „torysowską demokracją” (Tory Democracy), która polegała nie na krytykowaniu, ale przyjmowaniu do własnego programu przez Partię Konserwatywną niektórych rozwiązań, zwłaszcza tych społecznych, liberałów i pozbawienie ich roli wyraziciela woli niższych warstw społecznych. Pomysł ten spotkał się z aprobatą liderów partii w 1884 r. w dokumencie zwanym „Gladstonian Franchise Bill”. Churchill działał wśród opozycji, zachęcając ją do przyjęcia dokumentu, a w razie odmowy grożąc niedopuszczeniem do stanowisk rządowych po przyszłych wyborach.
Churchill próbował też zjednać do nowego programu konserwatystów wyborców. Od 1883 r. często udawał się na spotkania z wyborcami, organizował wiece i przyjęcia w Aston Manor. Jego przeciwnicy uważali, że w ten sposób przyczynia się do wywołania niebezpiecznych zamieszek i rozruchów. Churchill nie przejmował się tymi oskarżeniami i dalej działał wśród wyborców, przekonując ich do programu swojej partii.

## Na stanowiskach ministerialnych
Doktryna Churchilla zaczęła odnosić sukcesy, co spowodowało, że w 1884 r. na Centralnym Zjeździe Partii Konserwatywnych lord Churchill został wybrany na przewodniczącego zjazdu, mimo sprzeciwu liderów konserwatystów. Te sprzeciwy skłoniły lorda do rezygnacji ze stanowiska, ale pokazały, że ma spore wpływy i w przyszłym Parlamencie należy się z nim liczyć. W roku następnym odegrał decydującą rolę w upadku rządu Gladstone’a, walnie przyczyniając się do odrzucenia przez Izbę Gmin projektu budżetu autorstwa Hugh Childersa. Jego zwolennicy nazwali go za to „ojcem zwycięstwa”.
Po rezygnacji Gladstone’a nowy rząd utworzył konserwatysta, Robert Gascoyne-Cecil, 3. markiz Salisbury. Lord Churchill otrzymał w rządzie stanowisko ministra ds. Indii. Jako cenę swojego wejścia do gabinetu zażądał usunięcia Northcote'a ze stanowiska lidera konserwatystów w Izbie Gmin. Salisbury, chcąc nie chcąc, przychylił się do tego żądania i Northcote, z tytułem hrabiego Iddesleigh, zasiadł w Izbie Lordów.
W wyborach jesiennych 1885 r. wygrał z przewagą wybory w okręgu Paddington South. Do czasu wyborów powszechnych w 1886 wciąż działał przeciwko politykom liberalnym, zyskując miano czołowego polityka konserwatywnego w Izbie Gmin. Po wyborach powszechnych i ponownym utworzeniu rządu Salisbury’ego otrzymał stanowiska kanclerza skarbu i przewodniczącego Izby Gmin. Został nowym liderem konserwatystów w niższej izbie parlamentu.
Lord Churchill starał się działać spokojnie i taktownie, ale nie potrafił pogodzić się z niektórymi partyjnymi kolegami. Tarcia między Churchillem a jego przeciwnikami doprowadziły do niespodziewanej dymisji lorda z zajmowanych stanowisk, co nastąpiło 20 grudnia 1887 r. Powody rezygnacji wyjaśnił w liście do lorda Salisbury odczytanym w Izbie Gmin 27 stycznia 1888 r. Swoją dymisję przypisał naciskom ze strony establishmentu wojskowego, który pragnął zmian w funkcjonowania Skarbu Jej Królewskiej Mości. Zapowiadał, że w odpowiednim czasie powróci do gabinetu, co nie nastąpiło. Stanowisko kanclerza skarbu otrzymał nielubiany przez Churchilla George Goschen i choć przez następne kilka lat spekulowano o możliwości powrotu lorda Churchilla do gabinetu przy okazji dymisji któregoś z ministrów, to kariera lorda jako lidera konserwatystów dobiegła końca.

## Ostatnie lata
Lord Churchill zasiadał w parlamencie do 1894 r., ale pogarszający się stan zdrowia spowodował, że nie brał już aktywnego udziału w życiu politycznym kraju. Często za to podróżował. W 1891 r. udał się do Kraju Przylądkowego, Transwalu i Rodezji, gdzie obserwował życie polityczne i ekonomiczne kraju oraz polował na lwy. Swoje wrażenia opisywał w listach do Londynu, które zostały opublikowane pod tytułem Men, Mines and Animals in South Africa.
Raz jeszcze wziął udział w debacie politycznej, kiedy nowy rząd Gladstone’a (liberałowie wygrali wybory w 1892 r.) powrócił do pomysłu wprowadzenia Home Rule w Irlandii. Churchill aktywnie się temu sprzeciwiał i wygłaszał szereg prounijnych odczytów w Irlandii. Stworzył hasło „Ulster będzie walczył, Ulster wygra” (Ulster will fight, Ulster will be right).
Były to jednak ostatnie przejawy aktywności politycznej lorda Churchilla. Postępująca choroba (prawdopodobnie syfilis) wytracała jego siły życiowe. Jego mowy stopniowo traciły na werwie. Ostatnią debatą, w jakiej wziął udział, była dyskusja na temat Ugandy w 1894 r. Jesienią wybrał się w podróż dookoła świata wierząc, że to pomoże mu wyzdrowieć. Wybrał się w towarzystwie żony, ale dojechał tylko do Kairu. Wrócił do Anglii krótko przed świętami. Zmarł 24 stycznia 1895 r. Został pochowany w St Martin Church w Bladon niedaleko Woodstock.